# ستيف ماكمانوس
ستيف ماكمانوس (بالإنجليزية: Steve McManus)‏ هو سياسي أمريكي، ولد في 16 أكتوبر 1951. حزبياً، نشط في الحزب الجمهوري. وقد انتخب عضو مجلس نواب تينيسي.